# Il grido di guerra di Nuvola Rossa
Il grido di guerra di Nuvola Rossa (Ghost Town) è un film del 1956 diretto da Allen H. Miner.
È un western statunitense con Kent Taylor, John Smith, William Phillips e Marian Carr.

## Produzione
Il film, diretto da Allen H. Miner su una sceneggiatura di Jameson Brewer, fu prodotto da Howard W. Koch per la Bel-Air Productions e la Sunrise Pictures e girato nell'Iverson Ranch a Chatsworth, Los Angeles, e a Kanab, nello Utah, nel settembre del 1955.

## Distribuzione
Il film fu distribuito con il titolo Ghost Town negli Stati Uniti nel marzo 1956 (première a Los Angeles il 7 marzo) al cinema dalla United Artists.
Altre distribuzioni:
- in Turchia nel dicembre del 1960 (Hayaletler Sehri)
- in Italia (Il grido di guerra di Nuvola Rossa)
- in Germania Ovest (Die Rache der Cheyenne)

## Promozione
La tagline è: Ambushed, in a town no white man or woman ever came out of alive!.